# カウドレー子爵
カウドレー子爵（カウドレーししゃく、英: Viscount Cowdray）は、イギリスの子爵、貴族。連合王国貴族爵位。実業家ウィートマン・ピアソンが1917年に叙位されたことに始まる。

## 歴史

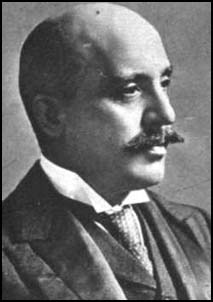
初代カウドレー子爵ウィートマン・ピアソン

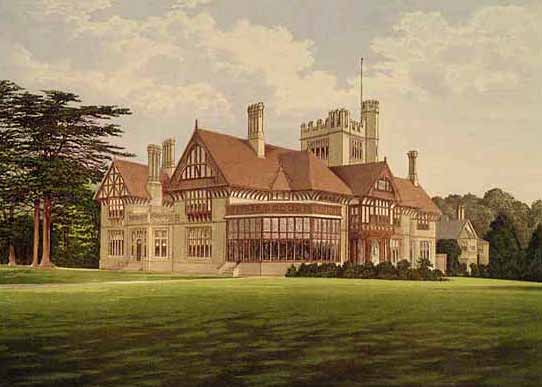
子爵家の邸宅カウドレー・パークを描いた絵画。

コングロマリット「ピアソン」を率いる実業家ウィートマン・ピアソン(1856-1927)は1894年に(パドックハーストの)準男爵(Baronet, of Paddockhurst)を授けられた。ピアソンは続く1910年には連合王国貴族としてサセックス州ミッドハーストのカウドレー男爵(Baron Cowdray, of Midhurst in the County of Sussex)に叙されて貴族に列した。彼はさらに1917年にサセックス州カウドレーのカウドレー子爵(Viscount Cowdray, of Cowdray in the County of Sussex)を得て、子爵家を興している。
その息子である2代子爵ハロルド(1882-1933)はサフォーク州アイ選挙区選出の庶民院議員を務めた。彼ののちはその長男ジョンが爵位を襲った。
3代子爵ジョン(1910-1995)は第二次世界大戦従軍時に左腕を失うも、競技用義手を完成させるほどにポロ競技を愛した人物である。1954年に叔父からピアソンの会長職を引き継いで1977年まで同職にあった。彼が1995年に没すると、その息子マイケルが爵位を継承した。彼が2021年現在の子爵家当主である。

子爵家のカントリー・ハウスは、ウェスト・サセックス州のミッドハースト近郊のカウドレー・パークである。4代子爵が2011年にその邸宅を売りに出し、後にアパートへの転用を提案している。
子爵家のモットーは『汝の力で為せ(Do It With Thy Might)』。

## 現当主の保有爵位 / 準男爵位
現当主である第4代カウドレー子爵マイケル・ピアソンは以下の爵位及び準男爵位を有する。
- 第4代サセックス州カウドレーのカウドレー子爵(4th Viscount Cowdray, of Cowdray in the County of Sussex)
(1917年1月2日の勅許状による連合王国貴族爵位)
- 第4代サセックス州ミッドハーストのカウドレー男爵(4th Baron Cowdray, of Midhurst in the County of Sussex)
(1910年7月16日の勅許状による連合王国貴族爵位)
- 第4代(パドックハーストの)準男爵(4th Baronet, of Paddockhurst)
(1894年6月26日の勅許状による連合王国準男爵位)

## カウドレー子爵（1917年）
- 初代カウドレー子爵ウィートマン・ピアソン (Weetman Dickinson Pearson, 1st Viscount Cowdray, 1856-1927)
- 第2代カウドレー子爵ハロルド・ピアソン（英語版） ((Weetman) Harold Miller Pearson, 2nd Viscount Cowdray, 1882-1933)
- 第3代カウドレー子爵ジョン・ピアソン（英語版） (Weetman John Churchill Pearson, 3rd Viscount Cowdray, 1910-1995)
- 第4代カウドレー子爵マイケル・ピアソン（英語版） (Michael Orlando Weetman Pearson, 4th Viscount Cowdray, 1944-)

爵位の推定相続人は、当代の息子であるペレグリン・ジョン・ディッキンソン・ピアソン（1994年生まれ）。